# Ribera del Júcar
Ribera del Júcar es una denominación de origen protegida cuya zona de producción está situada en el sur de la provincia de Cuenca, en la comunidad autónoma de Castilla-La Mancha, España. Compuesta por 7 municipios y regada por el río Júcar, obtuvo la calificación de Denominación de origen en 2003.
La DOP Ribera del Júcar obtuvo su registro ante la Unión Europea el 14 de abril de 2004. También cuenta con registro ante la Organización Mundial de la Propiedad Intelectual desde 22 de junio de 2021.

## El entorno
Después de recorrer más de 500 kilómetros, el río Júcar desemboca en el Mediterráneo salpicando de vida las tierras que fecunda desde su nacimiento en la Cordillera Ibérica. En su caudaloso viaje a través de los siglos ha marcado una profunda huella en el paisaje y en los hombres y mujeres que antes y ahora disfrutan de sus favores.
Campos de cereales, hortalizas, frutales,... la vida misma emerge en sus orillas impulsada por el agua cristalina, pero también fertiliza tierras que antaño formaron parte de su geografía y que hoy contemplan cómo el cauce fluye por otros caminos.
En este entorno, el río, el clima, la tierra y la labor paciente y constante de las gentes que la habitan han permitido obtener los mejores frutos, especialmente sus viñedos, de los que se obtienen vinos de la más alta calidad[cita requerida], acogidos a la Denominación de Origen “Ribera del Júcar”.

## Uvas
- Cabernet Sauvignon
- Merlot
- Syrah
- Bobal
- Tempranillo
- Petit Verdot
- Cabernet Franc
- Moscatel de grano menudo
- Sauvignon Blanc

## Añadas
- 2003 Muy Buena
- 2004 Buena
- 2005 Muy Buena
- 2006 Muy Buena
- 2007 Muy Buena
- 2008 Muy Buena
- 2009 Muy Buena

## Bodegas
- Bodegas y Viñedos Illana, S.L. Pozoamargo
- Bodega La Morenilla, S.A.T. 5484 Casas de Benítez
- La Magdalena S.Coop. Casas de Haro
- Ntro.Padre Jesús Nazareno S.Coop. Sisante
- Purísima Concepción, S.Coop. Casas de Fernando Alonso
- San Ginés, S.Coop.M Casas de Benítez
- Cooperativa Nuestra Señora de la Cabeza Pozoamargo
- Elvi Wines Pozoamargo
- Dulce Nombre de Jesús Scl. Casas de Guijarro
- La Pañoleta Roja - Bodegas Quo. Albacete
- Local Vid, S.L. Pozoamargo
- Casa Los Simarros, S.A. Casas de Haro
- Ana María Carretero Carretero. Casas de Haro
- ÍCALA Bodegas y Viñedos SL. Casas de Benítez, Cuenca.